# Harem, Syria
Harem hoặc Ha-rim (tiếng Ả Rập: حارم) là một thành phố của Syria nằm trong Tỉnh Idlib. Nó có độ cao 160 mét và dân số 21.934. Harem nằm ở biên giới Thổ Nhĩ Kỳ, 55   km về phía tây Aleppo.

## Lịch sử
Có một lâu đài quan trọng ở Harem được xây dựng theo phong cách quân sự độc đáo. Thành phố nằm dọc theo tuyến đường giữa Antioch và Aleppo, và đã có từ thời Byzantine. Lâu đài ban đầu là Byzantine và được Nicephorus xây dựng ngay sau năm 959, sau đó nó rơi xuống Ả Rập và sau đó là Seljuk Turks.
Vào năm 1097, quân Thập tự chinh đã chiếm giữ nó trong bốn mươi năm tiếp theo, ngoại trừ một thời gian ngắn vào năm 1098 khi nó bị người Ả Rập Hồi giáo chiếm giữ. Sau chiến thắng của Nur al-Din trước Raymond of Poitiers trong Trận Inab, lâu đài rơi vào lực lượng Hồi giáo vào năm 1149. Nó đã được đưa trở lại bởi quân thập tự chinh dưới thời Baldwin III vào năm 1158. Tuy nhiên, Nur al-Din đã bao vây lâu đài một lần nữa vào năm 1164. Khi Thập tự quân cố gắng giải tỏa cuộc bao vây, Nur al-Din đã đánh bại họ một cách quyết đoán tại Trận Harim, bắt giữ nhiều lãnh đạo Kitô giáo bao gồm Raymond III của Tripoli, Bohemond III của Antioch, Hugh VIII của Lusignan và Joscelin III của Edessa. Sau đó, lâu đài vẫn nằm trong tay Hồi giáo trong phần còn lại của thời kỳ Thập tự chinh, mặc dù Bá tước Philip I của Flanders đã không thành công trong việc cố gắng chiếm lại nó lần cuối trong chuyến hành hương về phía đông năm 1177.
Khi người Mông Cổ xâm chiếm vào thế kỷ 13, phần lớn Harem đã bị phá hủy bao gồm cả lâu đài của nó. Những gì còn lại của lâu đài bắt nguồn từ cuộc chiến Hồi giáo - Thập tự chinh giữa năm 1164 và 1268. Lâu đài thập tự chinh được xây dựng lại bởi con trai của Saladin, Malik Al Zaher Ghazi. Là một phần của Nội chiến Syria, phiến quân Syria đã kiểm soát hoàn toàn thị trấn.

### Nội chiến Syria
Trong cuộc Nội chiến Syria, thị trấn vẫn trung thành với chính phủ Syria do Bashar al-Assad lãnh đạo trước khi đầu hàng phiến quân Hồi giáo. Cuối năm 2014, Harem đã trở thành trụ sở địa phương cho Mặt trận al-Nusra, chi nhánh Syria của Al-Qaeda.
Vào ngày 24 tháng 1 năm 2016, Ahrar ash-Sham đã trục xuất Mặt trận al-Nusra khỏi thị trấn Harem của Syria, sau khi căng thẳng giữa hai nhóm sôi sục. Các cuộc đụng độ sau đó đã nổ ra ở thị trấn Salqin gần đó.

## Khí hậu
Do vị trí của Harem rất gần với Aleppo, khí hậu rất giống nhau. Dưới đây là bảng khí hậu cho Aleppo, vì không có dữ liệu khí hậu liên quan đến Harem. 
| Dữ liệu khí hậu của {{{location}}} | Dữ liệu khí hậu của {{{location}}} | Dữ liệu khí hậu của {{{location}}} | Dữ liệu khí hậu của {{{location}}} | Dữ liệu khí hậu của {{{location}}} | Dữ liệu khí hậu của {{{location}}} | Dữ liệu khí hậu của {{{location}}} | Dữ liệu khí hậu của {{{location}}} | Dữ liệu khí hậu của {{{location}}} | Dữ liệu khí hậu của {{{location}}} | Dữ liệu khí hậu của {{{location}}} | Dữ liệu khí hậu của {{{location}}} | Dữ liệu khí hậu của {{{location}}} | Dữ liệu khí hậu của {{{location}}} |
| Tháng                              | 1                                  | 2                                  | 3                                  | 4                                  | 5                                  | 6                                  | 7                                  | 8                                  | 9                                  | 10                                 | 11                                 | 12                                 | Năm                                |
| ---------------------------------- | ---------------------------------- | ---------------------------------- | ---------------------------------- | ---------------------------------- | ---------------------------------- | ---------------------------------- | ---------------------------------- | ---------------------------------- | ---------------------------------- | ---------------------------------- | ---------------------------------- | ---------------------------------- | ---------------------------------- |
| [ cần dẫn nguồn ]                  |                                    |                                    |                                    |                                    |                                    |                                    |                                    |                                    |                                    |                                    |                                    |                                    |                                    |